# Рамгарх (город, Бангладеш)
Рамгарх (бенг. রামগড়, англ. Ramgarh) — город на юго-востоке Бангладеш, административный центр одноимённого подокруга. Площадь города равна 64,75 км². По данным переписи 2001 года, в городе проживало 23 856 человек, из которых мужчины составляли 53,42 %, женщины — соответственно 46,58 %. Плотность населения равнялась 368 чел. на 1 км². Уровень грамотности населения составлял 36 % (при среднем по Бангладеш показателе 43,1 %). 